# Boston College

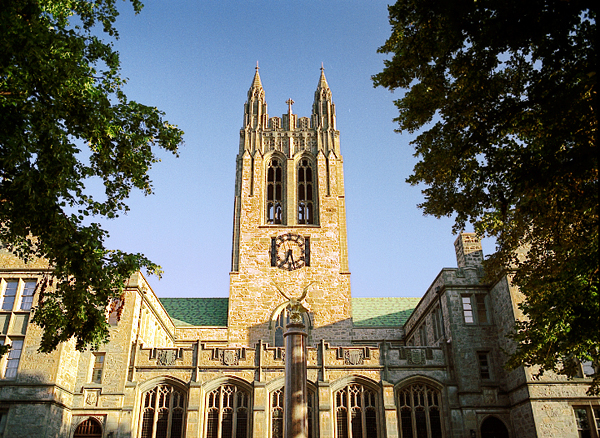
Gasson Hall s Gasson Tower je považována za symbol Boston College.

Boston College je renomovaná soukromá katolická univerzita výzkumného typu nacházející se v Chestnut Hill ve státě Massachusetts. Je jednou z nejstarších a největších jezuitských škol v USA a je považována za jednu z nejprominentnějších vysokých škol na světě v oblasti katolické teologie, filosofie, ekonomie a politických věd. 

## Slavní absolventi
- Richard James Cushing, kardinál, arcibiskup bostonský
- John Kerry, politik, kandidát na prezidenta USA
- John Courtney Murray, jezuita a teolog
- William Henry O'Connell, kardinál, arcibiskup bostonský
- Chris O'Donnell, americký herec

## Slavní vyučující
- Radu Florescu, historik a romanopisec
- Peter Watchorn, cembalista, Morrissey College of Arts and Sciences
- John Hume, politik, nositel Nobelovy ceny míru
- Peter Kreeft, filosof